# Andree Fincke
Andree Fincke (* 17. September 1968) ist ein ehemaliger deutscher Fußballspieler.

## Werdegang
Fincke spielte als Jugendlicher bei den Vereinen FT Geestemünde, OSC Bremerhaven und Hamburger SV. Im Erwachsenenbereich war er Spieler der HSV-Amateure und ab 1988 der Amateurmannschaft des SV Werder Bremen. Dort spielte er in der Saison 1988/89. Nach einer abermaligen Station bei den HSV-Amateuren (ab 1989) wechselte der Mittelfeldspieler 1991 in den Profibereich.
Zwischen Juli 1991 und Dezember 1992 bestritt Fincke für den SC Freiburg 48 Spiele in der 2. Fußball-Bundesliga. Er wechselte zu Jahresbeginn 1993 zum VfL Wolfsburg, für den er bis Saisonende 1992/93 in 19 weiteren Zweitligaspielen auf dem Platz stand. Im Sommer 1993 schloss sich Fincke dem Oberligisten TuS Hoisdorf an, 1997 wechselte er zum SV Lurup, für den er ebenfalls in der Oberliga auflief. Fincke wurde 1997 gleichzeitig auch Co-Trainer von Oliver Dittberner beim SV Lurup. Gemeinsam betreuten sie die Mannschaft bis Dezember 2008. Von Juni 2011 bis Ende August 2015 war er ebenfalls beim Oberligisten Altona 93 Dittberners Co-Trainer.
Fincke wurde 2002 als Sportlehrer und Projektleiter Fußball an der Hamburger Schule Alter Teichweg, einer Eliteschule des Sports, tätig. Ab 2009 war er des Weiteren Trainer am Stützpunkt des Deutschen Fußball-Bunds im Hamburger Stadtteil Steilshoop und trat 2016 den Vorsitz des Fachausschusses für Schulfußball in Hamburg an.
2018 brachte Fincke mit Fabian Seeger das Lehrbuch Intelligentes Fußballtraining: Spielnahe Trainingsformen zur Verbesserung von Technik und Taktik heraus.